# Counter-Strike: Source
Pour les articles homonymes, voir CSS.
Counter-Strike: Source, généralement abrégé par CS:S ou CSS, est un jeu vidéo de tir à la première personne co-développé par Valve Software et Turtle Rock Studios. Il est sorti en 2004 sur Windows, Macintosh et Linux. Il s'agit d'un remake de Counter-Strike utilisant le moteur Source.
Comme dans l'original, Counter-Strike: Source met en scène une équipe d'anti-terroristes contre une équipe de terroristes dans une série de rounds. Chaque round est gagné soit en effectuant la mission (explosion de la bombe ou sauvetage d'otages) soit en éliminant tous les membres de l'équipe opposée. Counter Strike: Source est l'un des jeux phare du sport électronique.

## Système de jeu
Counter-Strike: Source hérite des caractéristiques de Half-Life 2, pour l'apparence et le style des textures et des mouvements, et de son prédécesseur, Counter-Strike 1.6, pour le style de jeu. Le style de jeu classique de deux équipes - terroristes contre anti-terroristes - les mettant en confrontation dans une série de manches dans lesquelles chaque équipe doit soit effectuer son objectif, soit éliminer l'adversaire, reste inchangé. Les grenades aveuglantes ont été modifiées visuellement pour profiter des avantages du moteur Source, et sont désormais plus puissantes et efficaces que dans les jeux précédents, et les fumigènes ont un système de déploiement moins opaque qui permet une efficacité supérieure.
Dans les compétitions, seules les cartes de jeu ayant comme objectif la pose d'une bombe sont utilisées car l'intelligence artificielle des otages n'a pas été améliorée depuis les versions précédentes et n'est pas compatible avec la compétition.

### Modes
Il existe de nombreux modes de jeu différents fonctionnant sur Counter-Strike: Source. Chacun porte un nom différent souvent abrégé par un acronyme ("de" et "cs" étant les plus populaires). Les cartes de jeu associées à ce mode sont facilement repérables grâce au préfixe dans le nom de la carte.

## Développement
- 1.0.0.61 (10 mai 2011)[1]
- 1.0.0.64 (23 juillet 2011)[2]
- 1.0.0.75 (26 septembre 2012)